# 121 до н. е.

## Події
- початок правління царя Понтійської держави Мітрідата VI Євпатора;

## Померли
- Був убитий Гай Семпроній Гракх — давньоримський політичний діяч, трибун, брат Тіберія Гракха (*153 до н. е.)
- Марк Фульвій Флакк (лат. Marcus Fulvius Flaccus; близько 168 р. до н. е. — 121 р. до н. е.) — римський полководець і державний діяч II ст. до н. е., консул 125 року до н. е.